# Antiprismă pătrată snub
În geometrie antiprisma pătrată snub  este unul dintre poliedrele Johnson (J85).
Este unul dintre poliedrele elementare Johnson care nu se pot obține prin „tăiere și lipire” ale poliedrelor platonice sau arhimedice, deși este înrudit cu icosaedrul, care are aceeași simetrie, dar de patru ori în loc de trei.

## Construcție
Antiprisma pătrată snub este construită așa cum sugerează numele, dintr-o antiprismă pătrată asopra căreia se aplică operația snub. Este reprezentată prin simbolul ss{2,8}, simbolul s{2,8} fiind cel al antiprismei pătrate. În notația Conway a poliedrelor poate fi construită ca sY4 (piramidă pătrată snub).
De asemenea, poate fi construită ca o girobianticupolă, conectând două anticupole cu orientări girate.

## Mărimi asociate

### Coordonate carteziene
Fie k ≈ 0,82354 rădăcina pozitivă a polinomului de gradul al treilea
{\displaystyle 9x^{3}+3{\sqrt {3}}\left(5-{\sqrt {2}}\right)x^{2}-3\left(5-2{\sqrt {2}}\right)x-17{\sqrt {3}}+7{\sqrt {6}}}
și h ≈ 1,35374 definit ca
{\displaystyle h={\frac {{\sqrt {2}}+8+2{\sqrt {3}}k-3\left(2+{\sqrt {2}}\right)k^{2}}{4{\sqrt {3-3k^{2}}}}}.}
Atunci coordonatele carteziene ale unei antiprisme pătrate snub cu lungimea laturii de 2 sunt date de reuniunea orbitelor punctelor
{\displaystyle (1,1,h),\,\left(1+{\sqrt {3}}k,0,h-{\sqrt {3-3k^{2}}}\right)}
sub acțiunea grupului generat de o rotație în jurul axei z cu 90° și printr-o rotație de 180° în jurul unei drepte perpendiculare pe axa z și făcând un unghi de 22,5° cu axa x.

### Arie și volum
Aria suprafeței antiprismei pătrate snub cu latura a este
{\displaystyle A=\left(2+6{\sqrt {3}}\right)a^{2}\approx 12,39230\,a^{2},}
iar volumul său este
{\displaystyle V=\xi \,a^{3},}
unde ξ ≈ 3,60122 este cea mai mare rădăcină reală a polinomului
{\displaystyle 531441x^{12}-85726026x^{8}-48347280x^{6}+11588832x^{4}+4759488x^{2}-892448.}

## Antiprisme snub
Construită similar, ss{2,6} este o antiprismă triunghiulară snub (un octaedru cu simetrie inferioară) și rezultatul este un icosaedru regulat. O „antiprismă pentagonală snub”, ss{2,10} sau n-antiprisme din dimensiuni superioare pot fi construite similar, dar nu ca un poliedru convex cu triunghiuri echilaterale. Poliedrul Johnson precedent, bisfenoidul snub, poate fi construit și el ca ss{2,4}, dar trebuie reținut că în antiprisma diagonală există două fețe digonale degenerate (desenate cu roșu).
| Simetrie              | D2d, [2+,4], (2*2)              | D3d, [2+,6], (2*3)               | D4d, [2+,8], (2*4)                | D5d, [2+,10], (2*5)                 |
| --------------------- | ------------------------------- | -------------------------------- | --------------------------------- | ----------------------------------- |
| Antiprisme            | · s{2,4} · A2 · (v:4; e:8; f:6) | · s{2,6} · A3 · (v:6; e:12; f:8) | · s{2,8} · A4 · (v:8; e:16; f:10) | · s{2,10} · A5 · (v:10; e:20; f:12) |
| Antiprisme trunchiate | ts{2,4} tA2 (v:16;e:24;f:10)    | ts{2,6} tA3 (v:24; e:36; f:14)   | ts{2,8} tA4 (v:32; e:48; f:18)    | ts{2,10} tA5 (v:40; e:60; f:22)     |
| Simetrie              | D2, [2,2]+, (222)               | D3, [3,2]+, (322)                | D4, [4,2]+, (422)                 | D5, [5,2]+, (522)                   |
| Antiprisme snub       | J84                             | Icosaedru                        | J85                               | Concavă                             |
| Antiprisme snub       |                                 | sY3 = HtA3                       | sY4 = HtA4                        | sY5 = HtA5                          |
| Antiprisme snub       | ss{2,4} (v:8; e:20; f:14)       | ss{2,6} (v:12; e:30; f:20)       | ss{2,8} (v:16; e:40; f:26)        | ss{2,10} (v:20; e:50; f:32)         |